# Marguerite Delamarre
Marguerite Delamarre est une religieuse française née le 9 janvier 1717 et morte après 1790. Elle est connue pour le procès qu'elle a vainement intenté en 1758 pour être libérée de ses vœux et avoir inspiré la trame de La Religieuse de Denis Diderot.

## Biographie
Elle est née le 9 janvier 1717 et a été baptisée le lendemain dans l'église de Saint-Barthélémy. Elle est la fille de Claude Delamarre (+ 19 mai 1750 Paris), alors marchand orfèvre joaillier, futur secrétaire du roi et seigneur de Cossigny, et de Marguerite Roussin (vers 1694-1765), elle-même fille d'un receveur de l'Hôtel-Dieu de Dourdan. 
Elle est la sœur aînée de Pierre François Delamarre (1723-?). 
Elle est placée en nourrice à Auteuil puis entre en tant que pensionnaire à l'abbaye royale de Longchamp, à l'âge de trois ans. Neuf mois plus tard, ses parents la changent de couvent et la font entrer au couvent des Ursulines à Chartres le 27 février 1721. Elle rejoint probablement sa tante Marie Thérèse Roussin. En 1724, elle revient à Paris et entre chez les Dames de la Visitation rue du Bac, une institution très cotée de la capitale, et y reste 7 ans. 
Elle est sortie du couvent en 1732 pour être fiancée, mais le mariage est finalement annulé. Plusieurs versions existent : la première parle d'une rupture liée à la conviction religieuse très forte de Marguerite Delamarre, la seconde dit qu'elle aurait commis le « péché de la chair » avant son mariage. Elle repart donc au couvent, chez les Bénédictines du Val-de-Grâce en vue de prononcer ses vœux, mais l'abbesse, Gabrielle Duquesnoy de Saint-Paul, refuse, du fait de l'absence de vocation de Marguerite Delamarre. Finalement, elle entre comme postulante à l'abbaye royale de Longchamp le 20 juillet 1734, prend l'habit le 26 janvier suivant et fait profession de foi le 30 janvier 1736.
L'abbaye réfléchissant à élever des vers à soie, le cardinal André Hercule de Fleury envoie Jacques Vaucanson rencontrer les religieuses pour en discuter. Là, il rencontre Marguerite Delamarre qui lui fait part de son envie de protester contre ses vœux. Sous l'instance de la mère supérieure du couvent, il contacte Mme Delamarre, la mère de Marguerite, pour lui demander de verser une pension convenable à sa fille pour la faire rester au couvent. Cette dernière refuse, considérant que sa fille a pris le voile de son plein gré. Le 3 septembre 1752, un appel comme d'abus est déposé devant le tribunal ecclésiastique (Officialité) présidé par Nicolas Renault,. Dedans, elle clame être la fille illégitime de la Duchesse de Berry, que sa mère a fait annuler son mariage pour de fausses raisons et accuse ses parents d'être responsables de la mort de ses frères en bas âge. Fille aînée du Régent, la duchesse de Berry scandalisait la Cour par sa sexualité débridée et ses grossesses illégitimes. En mai 1717, le jeune Arouet fut embastillé pour avoir brocardé cette jeune veuve devant un informateur de police, affirmant qu'elle s'était retirée au château de La Muette en attendant d'accoucher des œuvres de son père.
Le procès est pris en charge par le Parlement de Paris. En 1753, il est décidé de procéder à l'interrogatoire de Marguerite Delamarre, qui a finalement lieu du 5 au 7 août 1755. Elle vit alors au couvent des dames de Saint-Michel de la rue des Postes. Finalement, le tribunal rejette sa demande, la considérant comme non recevable et, le 28 août 1755, elle reçoit l'ordre de retourner sous huit jours au couvent. Le 17 septembre, elle fait appel de la décision du tribunal. Un arrêté du 17 mars 1758 confirme la décision de l'Officialité et oblige la sœur Delamarre à réintégrer la clôture,. L'année suivante, elle est probablement transférée chez les Annonciades du couvent de Saint-Eutrope situé à Saint-Germain les Arpajon.
Peu de choses sont connues sur sa vie après. Elle est toujours cloîtrée à l'abbaye royale de Longchamp lorsqu'en février 1790 la loi générale sur la dissolution des congrégations religieuses entre en vigueur et oblige l'abbaye à fermer ses portes. Elle fait partie des sœurs signataires d'une déclaration collective par laquelle les religieuses affirment leur envie de rester vivre dans leur monastère.
En 1790, elle est au couvent de Notre-Dame de Meaux (ordre de Saint-Augustin), puis elle part à l'abbaye royale de l'Hôtel-Dieu de Saint-Louis de Vernon où elle se trouve à l'été 1791. On perd sa trace après cette date.

## Liens avecLa Religieusede Diderot
Le trame du roman La Religieuse de Denis Diderot (son contemporain) s'inspire de son procès.